# Чемпіонат України з хокею 1994
2-й розіграш чемпіонату України з хокею відбувся з 5 по 13 квітня 1994 року у Києві.

## Регламент змагань
Регламент змагань передбачав проведення двох етапів. На першому етапі п'ять команд мали зіграти одноколовий турнір і визначити двох учасників фінального раунду.
У фінальному раунді до двох переможців попереднього етапу приєднувався єдиний на той час професійний хокейний клуб України — київський «Сокіл». Три фіналісти у круговому турнірі розіграли комплект нагород вітчизняної хокейної першості.

### Склад учасників
До участі у другому чемпіонаті України були допущені команди, що змагалися в попередньому розіграші — київські «Сокіл», ШВСМ та «Політехнік». Замість припинившого своє існування харківського «Юпітера» в першості змагалася «Саламандра».
В чемпіонаті не взяли участь розформовані команди харківського ОУФК та донецького «Норда». Дебютантами змагань стали київські «Крижинка» та молодіжний склад «соколів» «Сокіл-2».

### Попередній етап
Попередній етап тривав з 5 по 10 квітня, було зіграно 10 матчів.
| Місце | Команда             | 1   | 2   | 3   | 4    | 5    | І | В | Н | П | Ш     | Р   | О |
| ----- | ------------------- | --- | --- | --- | ---- | ---- | - | - | - | - | ----- | --- | - |
| 1     | ШВСМ Київ           |     | 9:1 | 6:1 | 4:3  | 9:2  | 4 | 4 | 0 | 0 | 28:70 | +21 | 8 |
| 2     | «Сокіл-2» Київ      | 1:9 |     | 4:3 | 6:4  | 5:2  | 4 | 3 | 0 | 1 | 16:18 | -2  | 6 |
| 3     | «Саламандра» Харків | 1:6 | 3:4 |     | +:-  | 7:3  | 4 | 2 | 0 | 2 | 11:13 | -2  | 4 |
| 4     | «Політехнік» Київ   | 3:4 | 4:6 | -:+ |      | 15:4 | 4 | 1 | 0 | 3 | 22:14 | +8  | 2 |
| 5     | «Крижинка» Київ     | 2:9 | 2:5 | 3:7 | 4:15 |      | 4 | 0 | 0 | 4 | 11:36 | -25 | 0 |

### Фінальний етап
Ігри фінального етапу відбулися з 11 по 13 квітня і складалися з трьох матчів.
| Місце | Команда        | 1   | 2    | 3    | І | В | Н | П | Ш     | Р   | О |
| ----- | -------------- | --- | ---- | ---- | - | - | - | - | ----- | --- | - |
| 1     | ШВСМ Київ      |     | 4:3  | 7:1  | 2 | 2 | 0 | 0 | 11:40 | +7  | 4 |
| 2     | «Сокіл» Київ   | 3:4 |      | 10:2 | 2 | 1 | 0 | 1 | 13:60 | +7  | 2 |
| 3     | «Сокіл-2» Київ | 1:7 | 2:10 |      | 2 | 0 | 0 | 2 | 03:17 | -14 | 0 |

| 11 квітня 1994 | ШВСМ Київ | 7 : 1 (2:0, 2:1, 3:0) | «Сокіл-2» Київ |  |

| |                                 |                     |  | Арбітр: В. Петров |
| А. Ніколаєв — 01:00 Д. Підгурський — 05:00 М. Майко — 26:00 С. Лола — 27:00 І. Шуст — 43:00 А. Ніколаєв — 53:00 А. Ковешников — 60:00 | 1:0 2:0 2:1 3:1 4:1 5:1 6:1 7:1 | 23:00 — О. Циркунов |  |                   |
| 6 хв. | Вилучення                       | 2 хв.               |  |                   |
| |                                 |                     |  |                   |

| 12 квітня 1994 | «Сокіл» Київ | 10 : 2 (0:0, 6:2, 4:0) | «Сокіл-2» Київ |  |

| |                                                  |                                         |  | Арбітр: А. Друкаренко |
| К. Буценко — 24:00 В. Литвиненко — 25:00 В. Бобровников — 26:00 В. Литвиненко — 38:00 М. Фадєєв — 38:00 В. Семенченко — 40:00 В. Завальнюк — 47:00 Є. Млинченко — 50:00 В. Олецький — 52:00 В. Бобровников — 56:00 | 0:1 1:1 2:1 3:1 3:2 4:2 5:2 6:2 7:2 8:2 9:2 10:2 | 22:00 — С. Чубенко 27:00 — Р. Сальников |  |                       |
| 14 хв. | Вилучення                                        | 6 хв.                                   |  |                       |
| |                                                  |                                         |  |                       |

| 13 квітня 1994 | «Сокіл» Київ | 3 : 4 (1:0, 2:2, 0:2) | ШВСМ Київ |  |

|                                                               |                             |                                                                             |  | Арбітр: С. Коваль |
| В. Шахрайчук — 03:00 Є. Млинченко — 24:00 В. Олецький — 33:00 | 1:0 2:0 2:1 3:1 3:2 3:3 3:4 | 25:00 — І. Шуст 33:00 — Б. Чурсін 46:00 — А. Ніколаєв 56:00 — А. Ковешников |  |                   |
| 40 хв.                                                        | Вилучення                   | 8 хв.                                                                       |  |                   |
|                                                               |                             |                                                                             |  |                   |

## Підсумкова класифікація
| Місце | Команда             |
| ----- | ------------------- |
| 1     | ШВСМ Київ           |
| 2     | «Сокіл» Київ        |
| 3     | «Сокіл-2» Київ      |
| 4     | «Саламандра» Харків |
| 5     | «Політехнік» Київ   |
| 6     | «Крижинка» Київ     |

## Бомбардири
| Місце | Гравець              | Команда             | І | Ш | П | О | Х | +/− |
| ----- | -------------------- | ------------------- | - | - | - | - | - | --- |
| 1     | Андрій Ніколаєв      | ШВСМ Київ           | 6 | 7 | 1 | 8 |   |     |
| 2     | Вадим Сибірко        | «Політехнік» Київ   | 4 | 3 | 3 | 6 |   |     |
| 3     | Владислав Зозовський | ШВСМ Київ           | 6 | 4 | 1 | 5 |   |     |
| 3     | Сергій Карнаух       | ШВСМ Київ           | 6 | 4 | 1 | 5 |   |     |
| 3     | Дмитро Підгурський   | ШВСМ Київ           | 6 | 4 | 1 | 5 |   |     |
| 6     | Анатолій Ковешников  | ШВСМ Київ           | 6 | 4 | 0 | 4 |   |     |
| 6     | Сергій Чубенко       | «Сокіл-2» Київ      | 6 | 4 | 0 | 4 |   |     |
| 8     | Ігор Юрченко         | «Політехнік» Київ   | 4 | 3 | 1 | 4 |   |     |
| 8     | Сергій Харченко      | «Сокіл-2» Київ      | 6 | 3 | 1 | 4 |   |     |
| 10    | Павло Чурсін         | «Політехнік» Київ   | 4 | 2 | 2 | 4 |   |     |
| 11    | Василь Полоницький   | «Саламандра» Харків | 4 | 1 | 3 | 4 |   |     |